# Michail Gnessin
Michail Fabianovitj Gnessin, född 2 februari 1883, död 5 maj 1957, var en rysk-judisk tonsättare.
Gnessin ledde en kort tid en musikskola i Rostov vid Don och blev professor vid konservatoriet i Moskva 1926. Han har skrivit symfoniska dikter, kammarmusik, verk för piano, sånger, körverk med mera. Han uppehöll sig en tid i Brittiska Palestinamandatet och flera av hans kompositioner bär prägel av denna vistelse.